# Swartruggens
Swartruggens este un oraș din Africa de Sud.